# Pheia elegans
Pheia elegans är en fjärilsart som beskrevs av Druce 1884. Pheia elegans ingår i släktet Pheia och familjen björnspinnare. Inga underarter finns listade i Catalogue of Life.